# Ironoquia dubia
Ironoquia dubia is een schietmot uit de familie Limnephilidae. De soort komt voor in het Palearctisch gebied.